# Хом'як Олександр Васильович
Олександр Васильович Хом'як (* 17 березня1973, смт Чаплинка, Херсонська область, Українська РСР, СРСР) — український дипломат

## Біографія
Народився 17 березня 1973 в смт Чаплинка на Херсонщині.
Освіта вища — Львівська Комерційна Академія, міжнародні економічні відносини (1995 рік). Кандидат економічних наук (2001 рік)
З 02.1996 по 06.1999 — Віце-консул Посольства України в Державі Ізраїль.
З 02.2002 по 08.2006 — Радник з консульських питань Посольства України в Державі Ізраїль.
З 01.2005 по 11.2005 — Тимчасовий повірений у справах України в Державі Ізраїль.
З 08.2009 по 08.2013 — Радник Посольства України в ОАЕ.
З 08.2009 по 10.2010 — Тимчасовий повірений у справах України в ОАЕ.
Дипломатичний ранг — радник І класу.